# دمیرچی، ماساللی

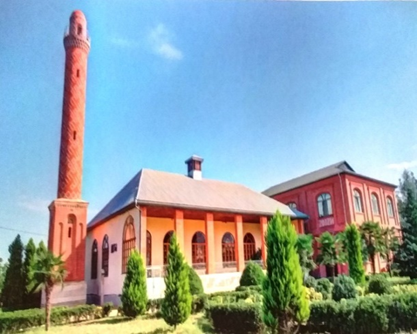
نگاره‌ای از یک مسجد در منطقهٔ دمیرچی - ۲۰۲۰

دمیرچی (به ترکی آذربایجانی: Dəmirçi) یک منطقه مسکونی در جمهوری آذربایجان است که در شهرستان ماساللی واقع شده است. دمیرچی ۱۹۱۸ نفر جمعیت دارد.

## دین
در مسجد جامع دمیرچی یک هیئت مذهبی وجود دارد.